# باول داوسون
باول داوسون (بالإنجليزية: Paul Dawson)‏ هو كاتب وممثل أمريكي، ولد في 1953.

## وصلات خارجية
- باول داوسون على موقع IMDb (الإنجليزية)
- باول داوسون على موقع ألو سيني (الفرنسية)
- باول داوسون على موقع أول موفي (الإنجليزية)
- باول داوسون على موقع قاعدة بيانات الأفلام السويدية (السويدية)
- باول داوسون على موقع قاعدة بيانات الفيلم (الإنجليزية)
- باول داوسون على موقع كينوبويسك (الروسية)